# ۶۹۶ (قمری)
۶۹۶ (قمری)، ششصد و نود و ششمین سال در گاهشماری هجری قمری است. اول محرم این سال برابر با سیم اکتبر سال ۱۲۹۶ میلادی است.